# 江朝陽
江朝陽（1535年—1588年），字儀卿、號鳳梧，南直隸徽州府婺源縣旃坑人，明朝政治人物。

## 生平
江朝陽天資聰穎，是正德五年舉人江一桂之孫，二十一歲時在嘉靖三十四年（1555年）中舉人，謁選授安鄉知縣，安鄉本是湖泊之地，經常淹水，他捐俸築堤防禦，而判案明察，不收贖鍰，同時尤注重學校、振興士類，擒拿劇盜、地方安寧；調繁孝豐，以真誠感化縣民，饑荒時力請上級賑濟，悉心丈量田地，為浙西中最公平者，監司下領用他的方法在各州縣實行，又勉勵地方士人，離任前捐俸興建學舍，士民都感恩懷德。
之後江朝陽陞上思知州，上思自弘治年間改土為流，政務草創，他建立倉庫、設置舖舍、重修學廟，與士子談論學藝、與人民談論孝悌，逐漸改變地方習俗，陞廣州同知，到任後剛遇上知府等職務空缺，代理數縣事務有名聲，未滿兩個月過勞而逝，廣東人都感到哀傷，安鄉、孝豐、上思都為他立祠。

## 引用
1. 1 2  光緒《婺源縣志·卷二十·人物志四》：江朝陽 字儀卿，旃坑人，資穎敏，廿一舉於鄉，謁選除安鄉知縣，邑故澤國，洞庭為患，朝陽捐俸築隄防之，聽訟明恕，不責贖鍰，尤加意學校，士類興起，劇盜就擒，桴鼓不驚；調繁孝豐縣，縣故巖邑，朝陽動以真誠，悍戾漸革，歲饑力請郡廩賑之，時當履畝之役，爭競繁興，朝陽悉心料理，為浙西丈量公平之冠，監司頒其法於各州邑行之。陞上思州知州，上思當宏治閒始改土為流，庶事草創，朝陽立倉庫、立舖舍、修學廟，與士談學藝、與民談孝弟，習俗漸變，陞廣州府同知，始至值郡守及各佐缺，攝數符循聲大著，未二月盡瘁而終，粵人哀之，安鄉、孝豐、上思皆為立祠。
2. ↑  光緒《婺源縣志·卷四·選舉志一》：明……嘉靖三十四年乙卯應天鄉試 江朝陽 一桂孫，廣東廣州府同知，見經濟傳
3. ↑  光緒《安鄉縣志·卷四·官師》：明知縣……江朝陽 字鳳梧，婺源人，由舉人萬厯五年蒞任，以賢能調孝豐，經厯廣州府同知
4. ↑  同治《湖州府志·卷六十三·名宦錄》：江朝陽，號鳳梧，婺源人，隆慶七年【萬曆元年】知孝豐縣，勤勞民瘼、總覈吏事，飭學宮、度田畝、均力役、緩催科、公聽斷，除逋亡籍、扶植善良、搏擊豪猾。孝豐人文素頹敝，朝陽進士子朝夕勸勉無品類，咸有造就，將去任復捐俸更建學舍，士民懷德。 范應期《江公去思碑》